# فرودگاه گرادوسان انگلوی
فرودگاه گرادوسان انگلوی (به انگلیسی: Engeløy Airport, Grådussan) (به زبان بومی: Engeløy flyplass, Grådussan) یک فرودگاه است که یک باند فرود چمن دارد و طول باند آن ۶۰۰ متر است. این فرودگاه در شهر انگلوی کشور نروژ قرار دارد و در ارتفاع ۳ متری از سطح دریا واقع شده است.